# Championnat de Libye de football 1971-1972
Navigation
Saison précédente Saison suivante
La saison 1971-1972 du Championnat de Libye de football est la huitième édition du championnat de première division libyen. La compétition réunit onze équipes au sein d'une poule unique où elles affrontent deux fois leurs adversaires, à domicile et à l'extérieur. En fin de saison, le dernier du classement est relégué et remplacé par le meilleur club de Second Division.
C'est le club d'Al Ahly Benghazi qui remporte la compétition après avoir terminé en tête du classement final, avec cinq points d'avance sur le tenant du titre, Al Ahly Tripoli et huit sur Al Nasr Benghazi. C'est le deuxième titre de champion de Libye de l'histoire du club.

## Les clubs participants
| - Al Ittihad Tripoli - Al Ahly Benghazi - Al Ahly Tripoli - Ittihad Al Shorta - Al Hilal Benghazi - Al Tayaran | - Al Medina Tripoli - Al Africy - Al Wahda Tripoli - Al Nasr Benghazi - Al Tahaddy Benghazi |

## Compétition

### Classement
| Rang | Équipe              | Pts | J  | G  | N  | P  | Bp | Bc | Diff |
| ---- | ------------------- | --- | -- | -- | -- | -- | -- | -- | ---- |
| 1    | Al Ahly Benghazi    | 31  | 20 | 12 | 7  | 1  | 39 | 16 | +23  |
| 2    | Al Ahly TripoliT    | 26  | 20 | 9  | 8  | 3  | 30 | 16 | +14  |
| 3    | Al Nasr Benghazi    | 23  | 20 | 8  | 7  | 5  | 24 | 18 | +6   |
| 4    | Al Tahaddy Benghazi | 22  | 20 | 6  | 10 | 4  | 21 | 20 | +1   |
| 5    | Al Ittihad Tripoli  | 20  | 20 | 6  | 8  | 6  | 27 | 24 | +3   |
| 6    | Al Medina Tripoli   | 19  | 20 | 4  | 11 | 5  | 18 | 19 | -1   |
| 7    | Al Africy           | 19  | 20 | 6  | 7  | 7  | 16 | 22 | -6   |
| 8    | Al Wahda Tripoli    | 18  | 20 | 6  | 6  | 8  | 22 | 23 | -1   |
| 9    | Al Hilal Benghazi   | 16  | 20 | 5  | 6  | 9  | 13 | 25 | -12  |
| 10   | Al Shorta Tripoli   | 14  | 20 | 2  | 10 | 8  | 22 | 30 | -8   |
| 11   | Al TayaranP         | 12  | 20 | 5  | 2  | 13 | 17 | 36 | -19  |

| Qualifications et relégations | Qualifications et relégations                                  |
| ----------------------------- | -------------------------------------------------------------- |
|                               | Qualification pour la Coupe d'Afrique des clubs champions 1973 |
|                               | Relégation directe en Second Division                          |
|                               | T : Tenant du titre P : Promu de Second Division               |

### Matchs
| Résultats (▼dom., ►ext.) | AFR | AHLB | AHLT | HIL | ITT | MED | NAS | TAH | TAY | WAH | SHO |
| Al Africy                |     | 0-1  | 2-1  | 1-1 | 1-0 | 1-1 | 1-2 | 2-1 | 1-0 | 2-0 | 0-0 |
| Al Ahly Benghazi         | 0-0 |      | 2-2  | 4-0 | 1-0 | 1-1 | 2-0 | 2-1 | 3-1 | 2-1 | 1-2 |
| Al Ahly Tripoli          | 0-0 | 1-1  |      | 2-1 | 1-0 | 1-0 | 1-1 | 1-1 | 1-0 | 1-1 | 3-0 |
| Al Hilal Benghazi        | 0-0 | 0-3  | 0-0  |     | 2-0 | 1-0 | 2-1 | 0-0 | 2-0 | 1-0 | 0-0 |
| Al Ittihad Tripoli       | 4-2 | 0-0  | 3-2  | 4-0 |     | 1-1 | 1-1 | 2-0 | 1-0 | 0-1 | 1-1 |
| Al Medina Tripoli        | 2-0 | 1-2  | 1-1  | 1-0 | 2-2 |     | 0-0 | 1-1 | 0-1 | 1-0 | 2-2 |
| Al Nasr Benghazi         | 3-1 | 2-4  | 1-0  | 1-0 | 0-0 | 3-1 |     | 1-1 | 1-0 | 0-1 | 2-0 |
| Al Tahaddy Benghazi      | 0-0 | 2-2  | 0-2  | 2-1 | 1-1 | 0-0 | 1-0 |     | 1-0 | 1-1 | 3-1 |
| Al Tayaran               | 2-0 | 0-5  | 1-5  | 3-1 | 1-3 | 1-1 | 1-4 | 0-1 |     | 0-0 | 0-4 |
| Al Wahda Tripoli         | 3-0 | 1-1  | 1-4  | 3-1 | 3-0 | 0-1 | 1-1 | 1-2 | 1-3 |     | 2-1 |
| Al Shorta Tripoli        | 1-2 | 1-2  | 0-1  | 0-0 | 4-4 | 1-1 | 0-0 | 2-2 | 1-3 | 1-1 |     |

## Bilan de la saison
| Championnat de Libye de football 1971-1972 |                             |
| Champion                                   | Al Ahly Benghazi (2e titre) |
| Coupes et trophées                         |                             |
| Vainqueur de la Coupe de Libye 1971-1972   | Non disputée                |
| Qualifications continentales               |                             |
| Coupe d'Afrique des clubs champions 1973   | Al Ahly Benghazi            |
| Promotions et relégations                  |                             |
| Promus en Premier League                   | Al Marj Tripoli             |
| Relégués en Second Division                | Al Tayaran                  |